# Йохан I (Лойхтенберг)
Йохан I фон Лойхтенберг (на немски: Johann I von Leuchtenberg; * ок. 1330/1334; † 2 декември 1407) е ландграф на Лойхтенберг и граф на Халс (днес в Пасау).
Той е вторият син на ландграф Улрих I фон Лойхтенберг (1293 – 1334) и втората му съпруга Анна фон Нюрнберг (1314 – 1340), дъщеря на бургграф Фридрих IV фон Нюрнберг.
След смъртта на баща му (1334) Йохан I и брат му Улрих II (1328 – 1378) поделят страната през 1366 г. Брат му получава Запада, а Йохан получава източната част. Йохан управлява в Плайщайн, Улрих в Пфраймд. Двамата управляват Юга заедно. Те купуват господства и получават богато наследство. Секат монети през 1361 г. в Ротенбург об дер Таубер и имат минни-привелгии в бохемските си земи.
Йохан I е издигнат през 1376 г. от император Карл IV на „ландграф на Лойхтенберг и граф на Халс“.

## Фамилия
Йохан I се жени през 1353 г. за Мехтхилд (Мацела, Метце) фон Розенберг (* ок. 1332; † 3 октомври 1380), дъщеря на пан Петер I фон Розенберг (ок. 1291 – 1347) и Катерина фон Вартемберг († 1355). Те имат три деца:
- Йохан II (ок. 1355 – 1390), фогт в Швабия, женен на 12 ноември 1376 г. за Кунигунда фон Шаунберг/Шаумбург († 1424), дъщеря на граф Хайнрих VII (VIII) фон Шаунберг († 1390)
- Сигост/Зигост (ок. 1357 – сл. 1398), фогт в Лойхтенберг и Швабия, женен 1379 г. за пфалцграфиня Мехтилд фон Пфалц († 1413), дъщеря на пфалцграф Рупрехт II фон Пфалц († 1398)
- Анна (ок. 1359 – 1423), омъжена 1375 г. за граф Гюнтер XXX фон Шварцбург (1352 – 1416)

Йохан I се жени през 1398 г. за Елизабет фон Вайнсберг († пр. 22 март 1415), дъщеря на Енгелхард VIII фон Вайнсберг. Те нямат деца.